# Moringa olejodajna

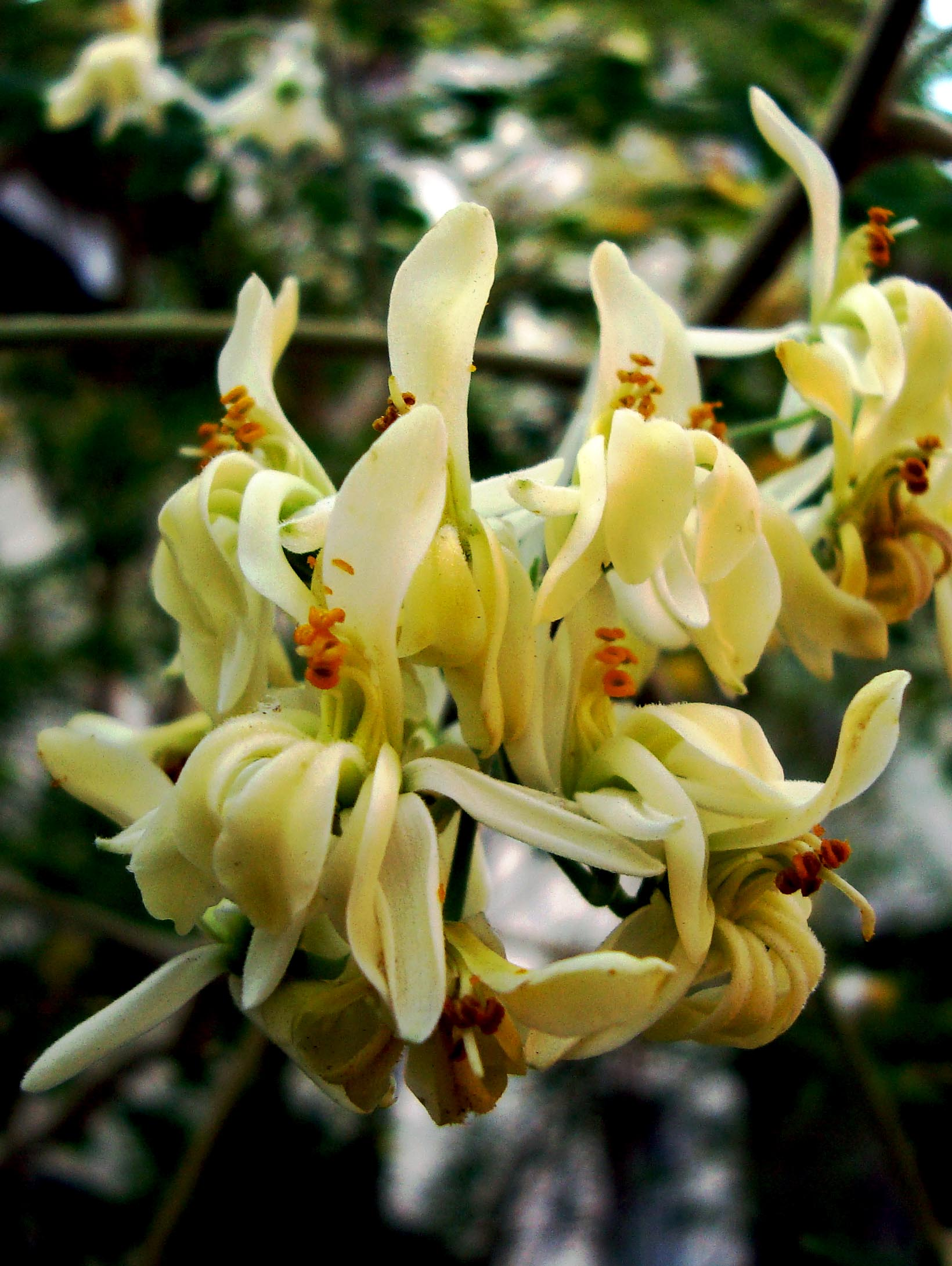
Kwiaty

Moringa olejodajna (Moringa oleifera), drzewo chrzanowe – gatunek drzewa tropikalnego z rodziny moringowatych, pochodzący z północno-zachodnich Indii i Pakistanu. Odporne na suszę. Udomowione także w innych krajach Azji, w Afryce i Ameryce Południowej.

## Morfologia
PokrójDrzewo o wysokości do 10 m, z luźną, nieregularną koroną.
LiścieNaprzemianległe, do 60 cm długości. Listki 1–2 cm, jasnozielone, eliptyczne, zaokrąglone na wierzchołku.
KwiatyZebrane w wiechy.
OwoceZielone, wydłużone, żebrowane, do 60 cm długości, zwisające. Nasiona z trzema skrzydełkami.

## Zastosowanie
- Owoce (ang. drumstick), młode pędy oraz liście spożywane są po ugotowaniu jako popularne warzywo.
- Korzenie mają smak podobny do chrzanu (stąd nazwa), mają działanie antybiotyczne i antyzapalne, podobnie jak wyciąg z liści i kory.
- Z nasion otrzymuje się wartościowy, niejełczejący olej, wykorzystywany w celach spożywczych, a także do produkcji farb i mydła.
- Wykorzystywane jako pasza dla zwierząt.
- Uprawiane na biopaliwo.